# Азарашен
Азарашен (от арм. հազարաշեն — "тысячестрой") — куполовидная архитектурная деталь, состоящяя из нескольких ярусов прямоугольников и восьмигранников, суживающихся кверху; то же, что согомикаш. Азарашены нашли свое применение в районах многоосадочных и бедных древесиной. Купола многих древних церквей отсртаивались в виде деревянных азарашенов. Этот же вид конструкции сохранился и при строительстве каменных куполов церквей, их притворов, караван-сараев, столовых и т. д. Распространенность в армянской архитектуре объясняется главным образом своей экономичностью и красотой.
Традиционное перекрытие глхатуна, в зависимости от региона получало различные решения.

## История
Сомкнутый свод, сложенный из коротких брёвен и заметно вытянутый в высоту, встречается уже во II тыс. до н.е. (жилая архитектура Тейшебаини доурартского периода). Семантика столь грандиозного перекрытия связана с почитанием Солнца, характерным для протоармян. Противопоставление Неба и Земли находит выражение в оси «световое окно» - «домашний очаг». При этом купол азарашен олицетворяет солнечный свод, под каким блуждают тени.

## Конструкция
Конструкция азарашена позволяла перекрывать большие помещения, часто – с использованием дополнительных опор. Например, резных столбов или колонн с капителями. Каждая последующая балка опиралась на середину длины предыдущей, создавая ступенчатую композицию. Высота такого «венчатого свода» могла достигать 7-8 м, становясь композиционным центром жилого дома. Деревянное перекрытия глахатуна обозначают термином «айкиван», а его имитацию в камне – «аракеноц».